# Wiehlenarius tirolensis
Wiehlenarius tirolensis is een spinnensoort in de taxonomische indeling van de hangmatspinnen (Linyphiidae).
Het dier behoort tot het geslacht Wiehlenarius. De wetenschappelijke naam van de soort werd voor het eerst geldig gepubliceerd in 1939 door Ehrenfried Schenkel-Haas.